# Llengües esquimoaleutianes
Les llengües esquimoaleutianes formen una família de llengües nadiues de Groenlàndia, l'Àrtida canadenca, Alaska i parts de Sibèria. Són les llengües dels esquimals, coneguts com a inuí o inuit en el nord d'Alaska, Canadà i Groenlàndia, com a yupí o yup'ik a l'est d'Alaska i com a yuit a Sibèria, d'una banda, i la llengua aleutiana de l'altra. Esquimal és un nom que habitualment es tendeix a evitar, però es manté per a englobar els yuit-yupí-inuí. A Canadà es prefereix la denominació inuit. A Alaska es prefereix inuit o yup'ik, depenent de qui s'estigui parlant.
Aquesta família de llengües se sol agrupar erròniament dins el grup de llengües nadiues americanes per la seva localització geogràfica, però lingüísticament no s'ha demostrat que hi tingui relació de parentiu. La hipòtesi que té més suport actualment sobre l'origen d'aquesta família és la que postula que les llengües esquimoaleutianes són un grup separat de les llengües nadiues americanes, ja que provenen d'una migració asiàtica posterior a la que va donar lloc al poblament inicial d'Amèrica.
Tradicionalment, la família de llengües esquimals es divideix en inuit i yupik (o yupí-yuit). No obstant això, alguns estudis recents suggereixen que el yupik per si mateix no és un node vàlid, o, cosa que és el mateix, que el continu dialectal inuit no és més que una de les diverses llengües del grup yupik. Així, tot i que seria correcte substituir la paraula esquimal per yupik, això no seria acceptable per a la majoria dels inuits. D'altra banda, la dicotomia Alaska-Sibèria sembla haver estat més geogràfica que lingüística.

## Classificació
La família esquimoaleutiana té 91.000 parlants segons un recompte de l'any 2000. Es va dividir en dues branques principals fa 4.000 anys; l'esquimal i l'aleutiana. La branca aleutiana és composta per una sola llengua anomenada en aleutià: unangan tunuu i en rus: унанган язык, que es divideix com a mínim en una dotzena de dialectes que es classifiquen en dos grups: els dialectes orientals, que es parlen a l'est de les Illes Amakusa i a les Illes Pribilof, a la península d'Alaska, i els dialectes occidentalcentrals, que es parlen a les Illes Atka i a les Illes Bering.
Les llengües esquimals es divideixen en dues subbranques: les llengües yupik, que es parlen a l'oest i sud-oest d'Alaska i a l'est de Sibèria, i les llengües inuit, que es parlen al nord d'Alaska, Canadà i Groenlàndia.
Dins de llengües yupik trobem el naukansksi, que es parla a la vora del cap Est, a la península de Txukotka; el yupik siberià central, parlat a la península Txukotka i a l'illa de Sant Llorenç; el yupik de l'Alaska central, que es parla des de Norton Sound fins a Bristol Bay, a Alaska; el yupik del Pacífic, també conegut com a segcestun, alutiiq o sugpiaq, que es parla a l'estret del Príncep Guillem, a la península d'Alaska, Kodiak i les Illes Afognak; i el divergent sirenik o sirenikski, llengua de la qual el 2009 només quedava un únic parlant ancià, que vivia al districte de Txukotka, i que recentment ha estat declarada extinta.
Dins la subbranca de llengües inuit hi ha un gran continuum dialectal: el iñupinak, que es parla al nord d'Alaska i a la península Seward; l'inuktitut de l'oest del Canadà, que es parla a l'àrea central àrtica del Canadà; l'inuktitut de l'est del Canadà, que es parla a les Illes Baffin, la zona àrtica del Quebec i a Labrador; i l'inuktitut o kalaallisut groenlàndic, que es parla a Groenlàndia.

### Família esquimoaleutiana
- Aleutià (300 parlants)
  -     - Dialectes orientals
    - Dialectes occidentalcentrals

- Llengües esquimals
  - Llengües yupik (11.000 parlants)
    - Naukanksi o naukan yupik
    - Yupik siberià central (1.000 parlants)
    - Yupik d'Alaska Central (10.000 parlants)
    - Yupik del Pacífic, segcestun, alutiiq o sugpiaq
    - Sirenik (extint)

  - Llengües inuit (79.500 parlants)
    - Iñupiaq d'Alaska (5.000 parlants)
    - Inuktun de l'oest del Canadà (6.000 parlants)
    - Inuktun de l'est del Canadà (18.500 parlants)
    - Inuktitut o kalaallisut groenlàndic (50.000 parlants)[10]

## Història
El Centre de Llengües Nadiues d'Alaska situa la separació de les dues branques de la família esquimoaleutiana fa uns 4000 anys, tot i que hi ha evidències arqueològiques que suggereixen una separació anterior. La separació següent, entre el grup de llengües inuit i yupik, se situa fa uns 2.000 anys.
La llengua sirenikski, actualment extinta, ha sigut centre de controvèrsia entre els lingüistes, ja que alguns la consideren com una tercera branca principal de la família, adduint que aquesta s'hauria separat de les llengües esquimals fa uns 2.500 anys, abans de la divisió entre el grup inuit i el grup yupik. Tot i així, és més estesa la classificació d'aquesta llengua dins del grup de llengües yupik, subbranca de les llengües esquimals.

## Identificació del grup i propostes de relació amb altres famílies lingüístiques
Albert Gallatin amb els seus dos treballs A Table of Indian Languages of the United States (1826) i Synopsis of the Indian Tribes of North America (1836), va ser la primera persona a identificar totes les llengües pertanyents a la branca esquimal i a unificar-les com un sol grup, però no va incloure la branca aleuta dins la família. Es considera que l'identificador de la família esquimoaleutiana va ser James Cook que, mitjançant una comparació de vocabulari, fou el primer a identificar el parentiu de les llengües aleutes i les esquimals.
Un cop el grup ja va ser identificat com a tal, van començar a sorgir teories, basades sobretot en comparació de lèxic, per intentar relacionar-lo amb altres famílies lingüístiques. El 1818 Rasmus Rask relacionà les llengües uràliques i les esquimals per semblances lèxiques entre el groenlandès i el finès. Més d'un segle més tard, el 1959, Knut Bergsland publica la hipòtesi esquimouràlica, que proposa les famílies esquimoalautiana i uràlica com dues branques principals d'una mateixa macrofamília, mitjançant un gran nombre de similituds lèxiques i gramaticals. Les bases d'aquesta hipòtesi no sols estan influenciades per l'estudi de Rasmus Rask, sinó que es remunten fins i tot abans de la mateixa identificació de la família esquimoaleutiana, al 1746. Aquest any Marcus Wöldike feu un estudi que comparava l'hongarès i el groenlandès i trobava semblances estructurals entre les dues llengües, fet que n'indicava un possible parentiu entre amdues.
El 1845 Latham proposà un parentiu totalment diferent i ja no es basava en comparacions lèxiques, sinó en proximitat geogràfica entre llengües. La seva hipòtesi consistia a incloure en la família esquimoaleutiana les llengües atapascanes, la llengua eyak i el tlingit (actualment classificades dins la família na-dené). També basant-se en proximitat geogràfica, Morris Swadesh publicà l'any 1962 Linguistic relations across the Bering Strait, en el qual relacionava les llengües txukotkokamtxatkianes amb les esquimoaleutianes, com a germanes d'una mateixa família lingüística.
Al llarg dels anys s'han suggerit també dues hipòtesis que incloïen la família esquimoaleutiana dins una macrofamília amb altres famílies lingüístiques que de moment es consideren independents. Michael Fortescue proposà l'anomenada família uralosiberiana el 1998, com una macrofamília que incloïa les llengües uràliques, iucaguirs, txukotkokamtxatkianes i esquimoaleutianes. Seguint en aquesta línia, Joseph Greenberg proposà la família euroasiàtica l'any 2000 com una macrofamília que incloïa les llengües indoeuropees, uralicoiucaguirs (fusió de dos grups lingüístics de moment acceptats com a independents), altaiques, txukotkokamtxatkianes, esquimoaleutianes, koreà-japonès-ainu (fusió de tres grups lingüístics acceptats de moment com a independents), nivikh i etrusc.
La proposta més recent de relacions de la família esquimoaleutiana la va fer Holst el 2005, el qual va relacionar aquesta família amb les llengües wakash (un grup lingüístic que generalment s'inclou dins la família de llengües ameríndies) mitjançant una llista de vocabulari i unes deduccions sobre lleis fonètiques.

## Situació actual
La llengua aleuta està actualment amenaçada, ja que té només uns 300 parlants, la majoria dels quals són d'edat avançada. Aquests fets indiquen un clar procés de substitució lingüística, que podria arribar a un punt sense retorn; per això s'estan implantant uns sistemes educatius impartits en llengua aleuta per intentar revitalitzar-la abans no sigui massa tard. Les llengües esquimal, en canvi, són llengües actives amb uns 91.000 parlants arreu del món, tot i que sobretot es mantenen gràcies a la població indígena, ja que en els grans centres de poblacions del Canadà, Alaska i Sibèria les noves generacions les estan abandonant.

## Característiques
Les llengües d'aquesta família es consideren polisintètiques, que vol dir que tendeixen a formar els conceptes afegint morfemes a les arrels de cada paraula, en comptes de basar-se en sintagmes de mots separats. La derivació es fa gairebé en exclusiva amb sufixos, que poden indicar trets gramaticals (com ara la declinació), discursius o semàntics. La concordança varia en funció de si es tracta d'una frase subordinada o principal.
Fonològicament, es tracta de llengües d'extrems. Cada idioma conté entre tres i quatre vocals (la majoria només tres) mentre que l'inventari de consonants és dels més nombrosos, amb uns trenta fonemes diferents en funció de la llengua de què es tracti.